# Слов'яно-болгарська історія
«Слов'яно-болгарська історія» (болг. «История славянобългарска», оригінальна назва: Історїѩ славєноболгарскаѩ ѡ народі і ѿ цареї і ѡ зтыхъ болгарскихъ і ѡ въсехъ деѧнїа ї битиа болгарскаѩ) — історична книга публіцистичного характеру, написана болгарським ієромонахом Паісієм Хилендарським у 1762 році. В ній він закликав до пробудження національної самосвідомості, до боротьби за культурно-національне відродження, за досягнення церковної самостійності і за звільнення від османського ярма.

## Зміст
- Вступ «Про користь історії»
- Передмова «До тих, котрі хочуть прочитати і почути»
- «Зібрання історичне про болгарський народ» — розглядає період з найдавніших часів до втрати Болгарією незалежності наприкінці XIV ст.
- Післямова.

«Історія слов'яно-болгарська» розходилася в рукописах і компіляціях (близько 70 списків) по всій країні. Зіграла велику роль у пробудженні і зміцненні національної самосвідомості болгарського народу в епоху Відродження. Справила значний вплив на подальший розвиток болгарської історіографії.
«Царственник» 1844 р., складений Христакі Павловичем є першим друкованим виданням «Історії слов'яно-болгарської», хоча Паїсій не вказаний як автор.
Сьогодні оригінал «Історії слов'яно-болгарської» зберігається в Зографському монастирі на Афоні.